# تود مورغان
تود مورغان (بالإنجليزية: Tod Morgan)‏ (25 ديسمبر 1902 في الولايات المتحدة - 3 أغسطس 1953 بسياتل في الولايات المتحدة) هو ملاكم أمريكي، صنّف ضمن فئة وزن الريشة السوبر ‏ ووزن الريشة ‏.

## إحصائيات
خاض خلال مسيرته 218 نزالا، فاز في 138 وتعادل في 33 وخسر في 45. فاز بالضربة القاضية في 29 نزالا.

## روابط خارجية
- تود مورغان على موقع بوكس ريك (الإنجليزية) (registration required)